# فرنگی (فیلم)
فرنگی (به هندی: Firangi) فیلمی محصول سال ۲۰۱۷ و به کارگردانی راجیو دینگرا است. در این فیلم بازیگرانی همچون کاپیل شارما، ایشیتا داتا، مونیکا گیل، آنجان سیرواستاو، جامل خان، مریم زکریا ایفای نقش کرده‌اند.